# Chandrasekharapura Bagayat, Gubbi
Chandrasekharapura Bagayat là một ngôi làng thuộc tehsil Gubbi, huyện Tumkur, bang Karnataka, Ấn Độ.